# زندگی کشور
زندگی کشور (به انگلیسی: Country Life) فیلمی درام محصول کشور استرالیا در سال ۱۹۹۴ است. این فیلم اقتباسی از نمایشنامه دایی وانیا نوشته آنتون چخوف است. این فیلم به کارگردانی مایکل بلک‌مور ساخته شده‌است. بازیگران چون سام نیل، گرتا اسکچی و گوگی ویترز در این فیلم به ایفای نقش پرداخته‌اند.